# Alopias vulpinus
Alopias vulpinus là loài cá nhám đuôi dài lớn nhất trong họ cá nhám đuôi dài, dài đến 6 m (20 ft). Khoảng một nửa chiều dài của nó là thùy trên dài của vây đuôi. Với một cơ thể thuôn, mõm nhọn ngắn, và đôi mắt có kích thước khiêm tốn, loài cá này giống như (và thường bị nhầm lẫn với) Alopias pelagicus. Nó có thể được phân biệt với loài sau bởi màu trắng của bụng của nó kéo dài trong một dải trên chân của vây ngực. Alopias vulpinus phân phối trong các vùng nước nhiệt đới và ôn trên khắp thế giới, mặc dù nó thích nhiệt độ lạnh. Nó có thể được tìm thấy cả hai gần bờ và trong đại dương mở, từ bề mặt đến độ sâu 550 mét. Nó là loài di cư theo mùa và trải qua mùa hè tại khu vực có vĩ độ thấp hơn.